# Siège de Calais (1436)
Pour les articles homonymes, voir Siège de Calais.
Guerre de Cent Ans
Batailles
Entre juin et juillet 1436, à la suite du traité d'Arras (1435), le duc de Bourgogne Philippe le Bon et ses sujets flamands mettent le siège devant Calais, place anglaise depuis 1347.

## Contexte
En 1435, une rencontre fut proposée à Arras entre Bourguignons, Français et Anglais en vue de mettre fin à la Guerre de Cent Ans et de rétablir la paix entre la France et l'Angleterre.
Sont présents les rois d'Angleterre (Henri VI), du Portugal (Jean Ier), de Pologne (Ladislas III), de Sicile (Alphonse Ier), d'Écosse (Jacques Ier), le duc Philippe le Bon et son épouse Isabelle de Portugal. Le chancelier Nicolas Rolin, fondateur des Hospices de Beaune, est l’âme et le cerveau de ces négociations ; mais les Anglais refusent l’annulation du traité de Troyes et quittent la négociation. La paix d'Arras entre le Roi de France et le duc de Bourgogne est signée le 20 septembre 1435 : Charles VII de France fait amende honorable pour le meurtre de Jean sans Peur et jure de punir les coupables. Charles VII confirme les territoires conquis par Philippe le Bon avec l'aide des Anglais.
En réaction, les Anglais, furieux, menacent Philippe le Bon et la population de Londres est « autorisée » à piller les maisons des Hollandais, des Flamands et des Picards (tous sujets bourguignons) établis dans la capitale anglaise.
Les Anglais avaient même couru sur les terres du duc et il y avait eu un combat dans le Boulonnais entre 2 000 anglais et 1 500 Flamands menés par Jean II de Croÿ, où ce seigneur avait été défait.
Les Flamands, irrités contre l’Angleterre qui maltraitait leurs marchands, se soulevèrent et le duc de Bourgogne, furieux d’apprendre que ses ambassadeurs avaient été malmenés à Londres, déclara dès lors, la guerre à l'Angleterre.

## Le siège de Calais
Il prit quelques possessions anglaises telles, le château d’Oye dont il fit pendre une partie de la garnison, Sangatte, Vaucliguen et diverses autres forteresses des environs. 
 
Puis, il  vint faire le siège de Calais en juin 1436 (qui était une possession anglaise à cette époque) avec des milices flamandes (des Gantois au nombre de 17 000 hommes d’armes et d’autres villes flamandes à proportion) ainsi qu’avec des troupes levées en Picardie et en Bourgogne et un grand nombre de  ribauldequins, portans canons, coulevrines, arbalestres, et plusieurs aultres gros engins soit environ 30 000 hommes aux ordres de Philippe le Bon se trouvèrent ainsi devant la ville de Calais.  Le duc de Bourgogne ordonna aussi, au seigneur de Croÿ d’aller de son côté, faire le siège de Guînes également aux mains des anglais.
Les milices flamandes, qui avaient pris le siège de Calais à cœur, en faisaient une croisade populaire en y allant en corps de peuple, bannières par bannières, apportant avec eux quantité de bagages, meubles et jusqu’à leurs coqs comme pour indiquer qu’ils y élisaient domicile jusqu’à la prise de la place.
Après quelque temps, les assaillants flamands mirent cependant peu de zèle à continuer le siège, car la ville était trop bien pourvue en hommes d’armes anglais, en armes, en munitions et en vivres  pour soutenir des assauts à long terme.  
Les Flamands, ennuyés par la lenteur du siège, alléguèrent pour excuses qu’ils n’étaient pas soutenus par d’autres sujets du duc, ni soutenus en mer par les Hollandais (la flotte menée par Jean de Hornes, sénéchal de Brabant, ne put bloquer le port de Calais au moyen de 5 à 6 gros vaisseaux), ni soutenus sur terre par la noblesse wallonne et reprochant même au duc d'en faire une affaire trop personnelle (le duc de Bourgogne avait accepté précédemment le défi, proposé par l’intermédiaire d’un héraut anglais, d’une prochaine bataille contre 10 000 Anglais menés par le duc de Gloucester dont les troupes se mettaient en marche.)
Philippe le Bon, devant la débandade des milices flamandes inconstantes et turbulentes, ne put retenir celles-ci et fut forcé de faire lever le siège en juillet 1436.
Il fit stopper également le siège de Guînes et s’en retourna dans ses états, outré de l’indocilité de ses sujets et n’ayant pas même eu l’occasion de combattre les troupes du duc de Gloucester arrivées en renfort aux assiégés de Calais quelques jours plus tard après la levée du siège.